# Адмирал флота Советского Союза Горшков (фрегат)
Фрегат «Адмирал флота Советского Союза Горшков» — российский многоцелевой фрегат 1-го ранга с управляемым ракетным вооружением дальней морской и океанской зоны Военно-Морского Флота Российской Федерации. Головной фрегат проекта 22350. Корабль входит в состав 43-й дивизии ракетных кораблей Северного флота ВМФ России.
С 2022 года вооружён гиперзвуковыми ракетами «Циркон». Именно фрегат «Горшков» в 2020 году начал программу государственных испытаний ракетного комплекса «Циркон», которая была успешно завершена.

## История строительства и испытаний
Корабль заложен 1 февраля 2006 года на судостроительном предприятии «Северная верфь».
Спущен на воду 29 октября 2010 года, в 13:30; техническая готовность корабля на момент спуска составляла около 40 %.
Дальнейшие работы на фрегате производились у достроечной стенки предприятия. По плану, фрегат должен был вступить в строй в 2012 году.
По оценке Центра анализа стратегий и технологий (ЦАСТ) минимальная цена фрегата 22350 составляет 18 млрд руб.
Планировалось, что корабль пополнит корабельный состав Северного флота России. Но в марте 2014 года было объявлено, что первые два фрегата проекта 22350 войдут в состав 30-й дивизии надводных кораблей ЧФ РФ, которая будет воссоздана в Севастополе в связи с аннексией Крыма Российской Федерацией.
Однако, планы командования ВМФ России провести в 2012 году государственные испытания новейшего фрегата оказались сорванными. В военном ведомстве заявили, что фрегат «ещё не готов к ходовым испытаниям», которые предшествуют государственным. Срок начала испытаний сдвинулся на полгода, то есть на лето 2013 года.
Следующая задержка ходовых испытаний связана с неготовностью артиллерийской установки А-192М «Армат».
19 сентября 2014 года корабль получил 130-мм универсальную АУ А-192 «Армат» разработки ФГУП «Конструкторское бюро „Арсенал“ имени М. В. Фрунзе». 3 октября «Адмирал Горшков» поступил на стенд размагничивания судостроительного завода «Северная верфь». 8 ноября фрегат был отбуксирован в Кронштадт для начала заводских ходовых испытаний. 18 ноября «Адмирал Горшков» вышел на ходовые испытания.

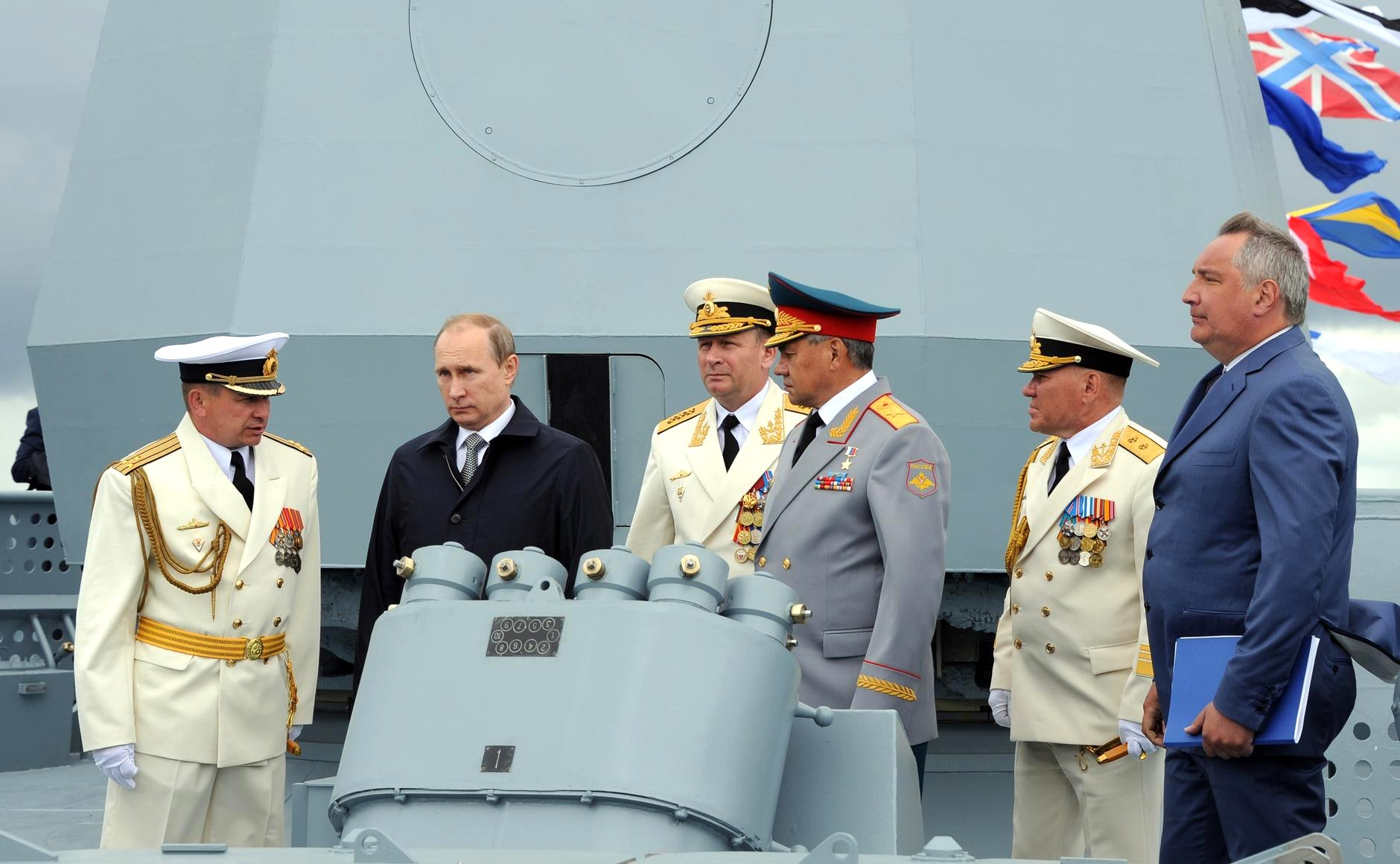
Президент РФ В. Путин, министр обороны С. Шойгу, главком ВМФ В. Чирков и командующий БФ В. Кравчук на борту фрегата. 26 июля 2015 года

В январе 2015 года стало известно, что двигатель фрегата сгорел из-за сбоя системы управления во время первого этапа ходовых испытаний. Летом 2015 года двигатель был восстановлен и корабль совершил межфлотский переход. 30 сентября 2015 года прибыл на Беломорскую ВМБ для прохождения второго этапа государственных испытаний на полигонах Северного флота. 25 ноября корабль выполнил стрельбы ракетами из УКСК по морским и наземным целям в Белом море.
В июле 2016 года СМИ сообщали, что, вследствие срыва гособоронзаказа концерном ВКО «Алмаз-Антей» по проекту зенитно-ракетного комплекса «Полимент-Редут», предназначенного для оснащения корветов проекта 20380 и фрегатов 22350, под угрозой установленный срок сдачи фрегата «Адмирал Горшков» к ноябрю 2016 года.
3 августа СМИ сообщили, что на корабле успешно завершились испытания средств радиоэлектронной борьбы (адаптированной под данный проект системы 5П-28). 1 ноября агентство РИА Новости сообщило, что фрегат завершил государственные испытания и встанет на ревизию всех механизмов и систем. Решение о передаче флоту головного фрегата проекта 22350 «Адмирал Горшков» будет принято после ревизии.
20 марта 2017 года фрегат отправился на заключительный этап государственных испытаний.
26 июля 2018 года Государственной комиссией под председательством капитана 1-го ранга Виктора Иванова подписан приёмный акт государственных испытаний фрегата, а 28 июля на корабле был поднят Андреевский флаг и фрегат вошёл в состав ВМФ России. 1 сентября корабль отправился в пункт постоянной дислокации город Североморск.

## Служба

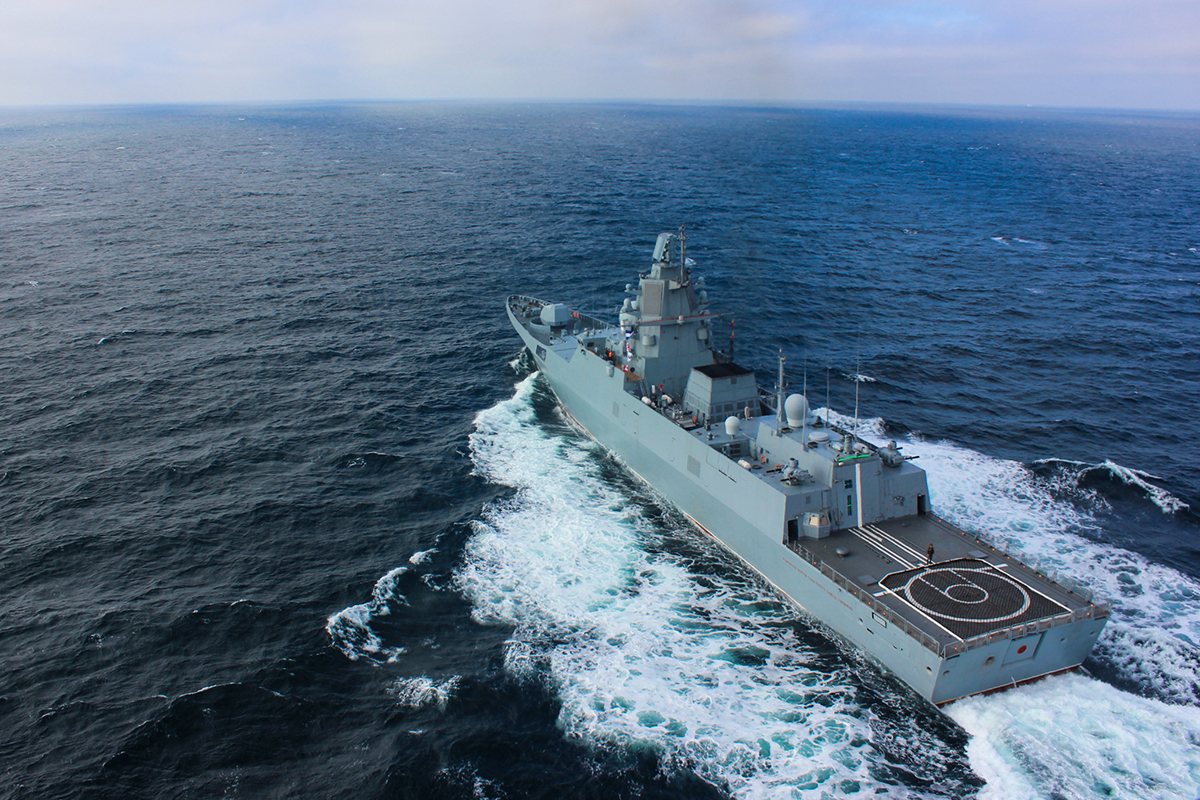
Фрегат «Адмирал флота Советского Союза Горшков» в составе отряда кораблей Северного флота во время перехода из Североморска в Кронштадт для участия в Главном военно-морском параде, 10 июля 2018 года

4 октября 2018 года Департамент информации и массовых коммуникаций Министерства обороны Российской Федерации сообщил, что фрегат «Адмирал Флота Советского Союза Горшков», выполняющий плановые задачи курса боевой подготовки в Баренцевом море, успешно провёл серию практических стрельб по морской и воздушным целям из зенитного ракетного комплекса морского базирования вертикального пуска «Полимент-Редут». Экипаж корабля трижды успешно поразил воздушные мишени на различных высотах и дистанциях зенитными ракетами. Также отмечено точное попадание по морскому щиту, имитирующему малоразмерную надводную цель.
С 26 февраля по 19 августа 2019 года фрегат совершал первый в своей истории дальний морской поход — кругосветное плавание протяжённостью 35 тыс. морских миль, в ходе которого были пройдены Суэцкий и Панамский каналы, пересечён экватор в двух океанах. По результатам боевой подготовки фрегат признан лучшим кораблём Северного флота по итогам 2019 года.
В январе 2020 года был осуществлён запуск перспективной гиперзвуковой ракеты «Циркон» (первое испытание новой ракеты с морского носителя) из акватории Баренцева моря по наземной цели на военном полигоне.
4 апреля 2020 года фрегат, после межбазового перехода через Баренцево и Белое моря, прибыл из Североморска в Северодвинск и ошвартовался у одного из причалов Беломорской военно-морской базы. На предприятиях судоремонтного комплекса будет проведено плановое обслуживание и частичная модернизация систем и механизмов.
6 октября 2020 года из акватории Белого моря фрегатом в рамках лётных испытаний впервые выполнена стрельба ракетой «Циркон» по морской цели, расположенной в Баренцевом море. Стрельба признана успешной.
28 мая 2022 года был произведён успешный запуск ракеты «Циркон» с фрегата по цели в Баренцевом море, расположенной на расстоянии в 1000 километров.
Выход на боевую службу состоялся 4 января 2023 года, причём в церемонии проводов корабля в режиме видеоконференц-связи приняли участие Президент России В. В. Путин и министр обороны генерал армии С. К. Шойгу.
10 января 2023 года Министерство обороны России сообщило, что «экипаж фрегата „Адмирал флота Советского союза Горшков“ провёл учение по отражению средств воздушного нападения условного противника в Норвежском море в сложных гидрометеорологических условиях.
25 января 2023 года МО сообщало, что экипаж фрегата, действующий в районах западной части Атлантического океана, «провёл учение по применению гиперзвукового ракетного оружия способом компьютерного моделирования», а в феврале 2023 года он представлял российскую сторону в совместных морских учения с участием России, ЮАР и Китая.

## Командиры корабля
- капитан 1-го ранга Гусев О.[39] (2012—2018)
- капитан 1-го ранга Крохмаль И. М. (2018—2023)
- капитан 1-го ранга Конов П. А.[40] (2023 — н.в.)